# L7 (Band)
L7 (englisch ausgesprochen, L-Seven) ist eine 1985 gegründete, mit den Frauen Donita Sparks, Suzi Gardner, Jennifer Finch und Dee Plakas besetzte US-amerikanische Punkband aus Los Angeles. Sie hatte ihre größten Erfolge in den frühen 1990er Jahren. Ihre größten Hits sind Pretend We're Dead und das auch vom Soundtrack des Films Natural Born Killers bekannte Shitlist.

## Bandgeschichte
Die Band wurde 1985 von Sparks und Gardner gegründet, Finch und Plakas kamen später dazu. Ihr erstes Album erschien bei Epitaph Records, 1989 wechselten sie zu Sub Pop.
1991 gründete die Band Rock For Choice, eine Pro-Choice- und Frauenrechtsgruppe, die von anderen Bands der Ära unterstützt wurde, unter ihnen Nirvana, Pearl Jam, Red Hot Chili Peppers und Rage Against the Machine. Rock for Choice organisiert bis heute Konzerte und andere Aktionen.
Ihr 1992er Album Bricks Are Heavy, produziert von Butch Vig, galt für den Rolling Stone im Mai 1999 als eine der wichtigsten Aufnahmen der 90er und wird allgemein als ihr bestes Album angesehen.
1994 hatte die Band unter dem Namen Camel Lips (vgl. Cameltoe) einen Auftritt im Film Serial Mom von John Waters.
Das vorerst letzte Album von L7, Slap Happy aus dem Jahr 1999, war weder in den USA noch in Europa ein Erfolg. Finch erklärte ihre Mitgliedschaft für beendet und ist mittlerweile Sängerin der Band The Shocker. Auch Sparks beschäftigte sich mit anderen musikalischen Projekten.
Im Dezember 2014 gab die Band über Facebook ihr Comeback bekannt. Statt Janis Tanaka übernimmt jetzt wieder Jennifer Finch den Bass. Nach über 15 Jahren hat L7 im Juni 2015 als Support von Slash und Myles Kennedy erstmals wieder Konzerte in Deutschland gegeben. Sie spielte in dem Jahr unter anderem auch auf den Zwillings-Open-Air-Festivals Rock am Ring und Rock im Park.

## Erklärung des Bandnamens
Der Name leitet sich aus dem in den 1950ern entstandenen Slang-Wort L7 ab. Es bezieht sich auf die Form, die entsteht, wenn man mit Daumen und Zeigefinger einer Hand ein L formt und dieses an die andere Hand hält, mit der man auf gleiche Weise eine 7 formt – ein Quadrat, englisch Square, ein Slang-Ausdruck für Spießer. Das Zeichen wird auch häufig als eine Referenz auf die Position „69“ beim Sex gedeutet.

## Diskografie
- L7 (1988)
- Smell The Magic (1990)
- Bricks Are Heavy (1992)
- Hungry For Stink (1994)
- The Beauty Process: Triple Platinum (1997)

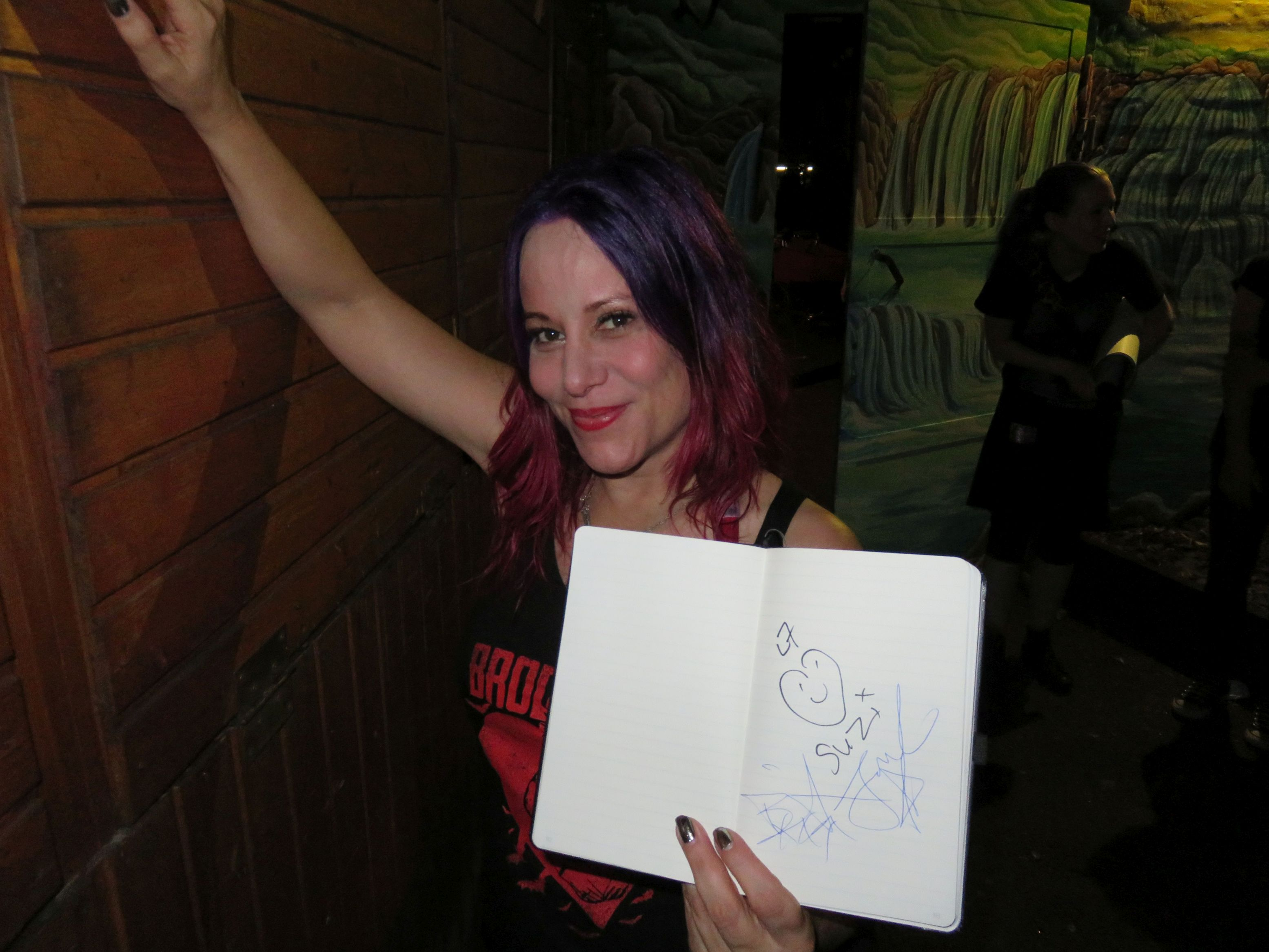
Jennifer Finch in Köln (2016)

- Live: Omaha To Osaka (1998)
- Slap Happy (1999)
- The Slash Years (2000)
- Scatter the Rats (2019)